# Брацано (Горица)
Брацано је насеље у Италији у округу Горица, региону Фурланија-Јулијска крајина.
Према процени из 2011. у насељу је живело 616 становника. Насеље се налази на надморској висини од 68 м.